# Фубини, Гвидо
Гвидо Фубини (ит. Guido Fubini, род. 19 января 1879 г. Венеция — ум. 6 июня 1943 г. Нью-Йорк) — итальянский математик, член Национальной академии деи Линчеи.

## Биография
Гвидо Фубини Гирон родился в еврейской семье учителя математики Лазаре Фубини Гирона и Зораиде Торре. Среднюю школу окончил в Венеции, затем с 1896 году обучался в Высшей нормативной школе в Пизе. В 1900 году защитил работу магистра по тематике параллелей Клиффорда и эллиптической геометрии. С 1901 года Г.Фубини преподаёт в университете Катании, а затем — в Генуе. С 1908 он живёт в Турине, преподаёт в местных университете и Политехническом институте. В 1939 году, в связи с ужесточением расовой политики, был отправлен фашистскими властями на пенсию. В том же году Г.Фубини эмигрирует вместе со своей семьёй в США, так как учёный не видел в фашистской Италии никаких дальнейших перспектив ни для себя, ни для своих сыновей, один из которых был инженером, а другой — физиком. В 1939 Фубини был приглашён на работу американским Институтом перспективных исследований, затем он несколько лет преподаёт в Нью-Йорке.
Основной темой его исследований, как ученого-математика, являлась дифференциальная геометрия, позднее — различные области математического анализа (теория функций, интегральное исчисление). Занимался также теорией групп и математической физикой, в особенности во время Первой мировой войны, когда его научные изыскания находили практическое применение (в артиллерии). Автор Теоремы Фубини.
Сын Г.Фубини, Эугенио (1913—1997), в годы правления президента Кеннеди в США был ассистентом госсекретаря по оборонным вопросам (в 1963—1965), а затем, в 1965—1969 годах — вице-президентом корпорации IBM.

## Сочинения
- Lezioni di analisi matematica (Torino : Società tipografico-editrice nazionale, 1920)
- Introduzione alla teoria dei gruppi discontinui e delle funzioni automorfe (Pisa: E. Spoerri ,1908)